# Primera clase

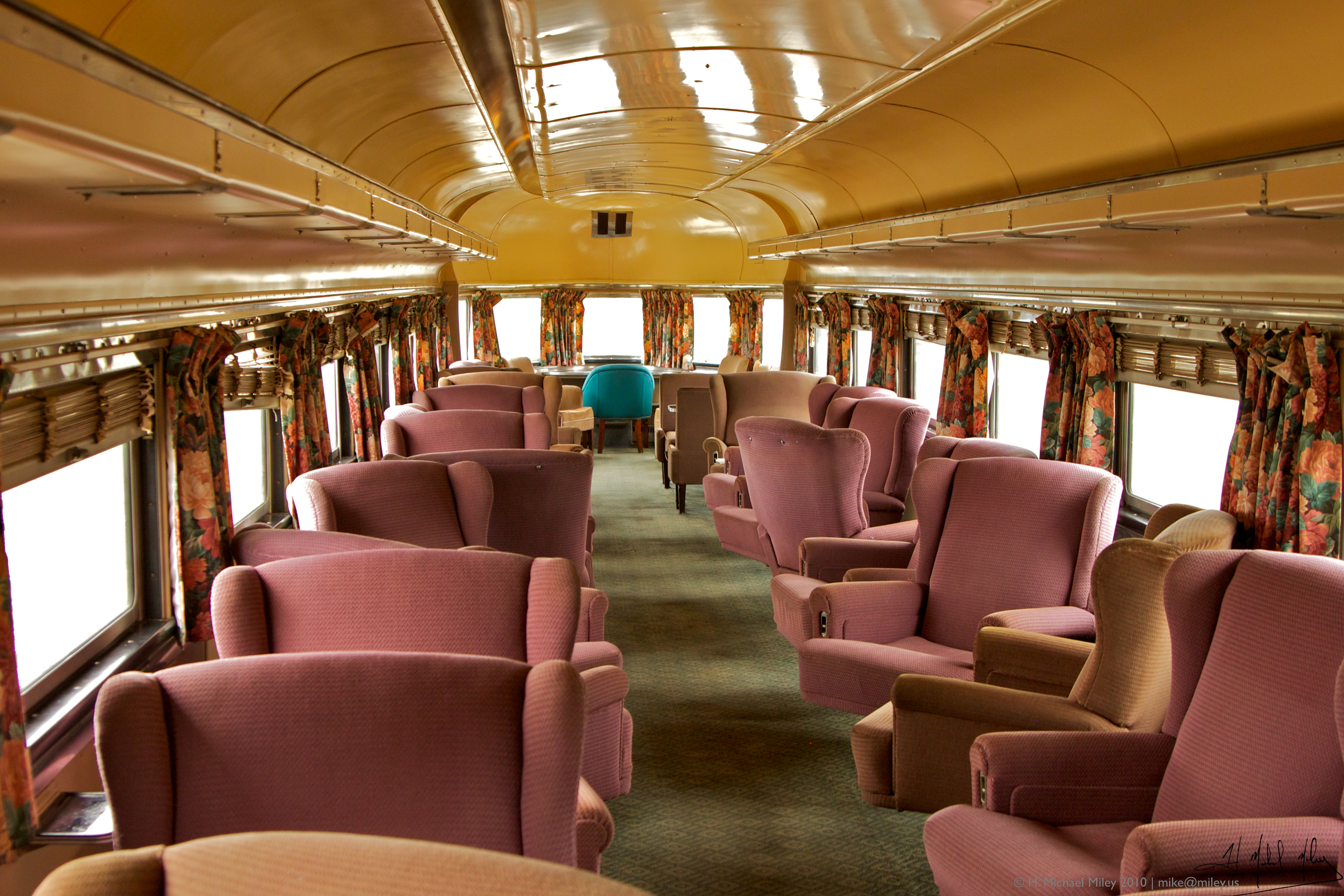
Coche panorámico "Juno" de primera clase en el tren Nebraska Zephyr

Se denomina primera clase a las plazas mejor equipadas y con servicios más lujosos y caros en los medios colectivos de transporte de viajeros, como pueden ser los trenes, barcos, aviones o autobuses entre otros. En comparación con la clase ejecutiva y la clase económica, ofrece el mejor servicio y el alojamiento más cómodo.

## Aviación

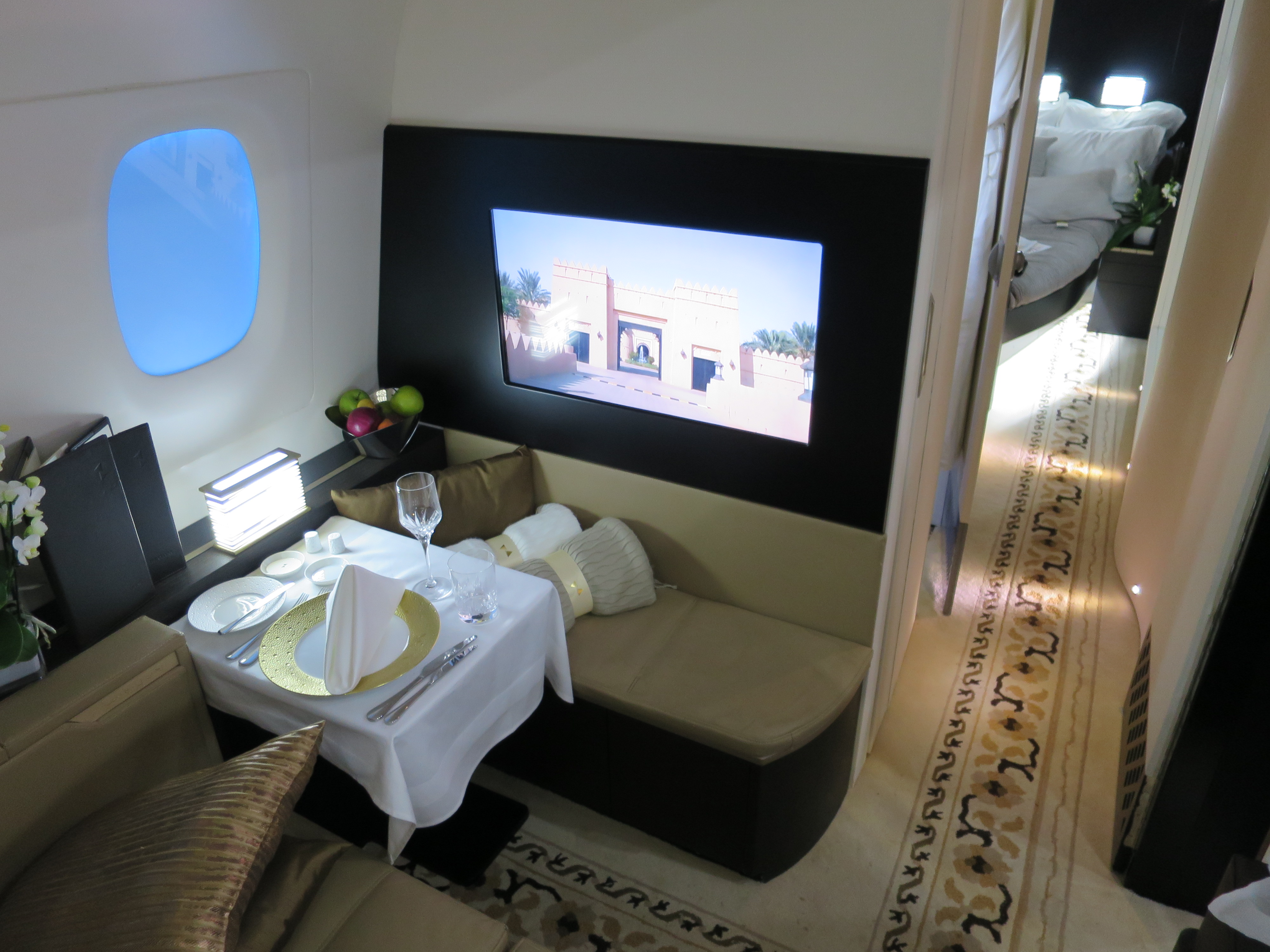
"The Residence", la suite a bordo de la compañía aérea Etihad Airways

La sección de primera clase de un avión reactor suele estar hacia la parte delantera de la aeronave. Muchas aerolíneas han eliminado por completo la primera clase de sus vuelos internacionales, ofreciendo la clase ejecutiva como su nivel más alto de servicio internacional. Los pasajeros de primera clase generalmente pueden acceder a salas restringidas especiales en los aeropuertos mientras esperan sus vuelos.

## Ferrocarriles
Si bien las plazas de primera clase son habituales en los servicios ferroviarios interurbanos de transporte público, se han vuelto cada vez más frecuentes para los viajes diarios de corta distancia, especialmente en el contexto de algunos servicios suburbanos, y no tanto en los ferrocarriles regionales de distancia más larga.

### Australia
Australia tiene operaciones ferroviarias internas en cada uno de sus estados, excepto en Tasmania, normalmente a cargo del gobierno estatal, pero en algunos casos está a cargo de operadores privados. En cada estado, los viajes en primera clase difieren.
- NSW TrainLink (Nueva Gales del Sur)

Los viajes en primera clase en TrainLink vienen en dos formas. En los trenes Xplorer y XPT, se ofrecen asientos de primera clase que incluyen un mayor espacio para las piernas y asientos reclinables, más confortables que los asientos de clase económica. En algunos trenes XPT, también se pueden encontrar compartimentos para dormir de primera clase. En los servicios diurnos, estos tienen capacidad para tres personas por compartimento, y en los viajes nocturnos llevan dos personas con camas tipo litera.
- Ferrocarriles de Queensland (Queensland)

Queensland Rail ofrece viajes en primera clase en muchos de sus servicios Traveltrain, junto con clase ejecutiva en sus servicios Tilt Train. Los coches de primera clase de Queensland Rail Traveltrain disponían de cabinas privadas individualas o dobles.
- V/Line (Victoria)

El alojamiento de primera clase en la V/Line es una disposición 2x2 de asientos reclinables con espacio adicional para las piernas, solo disponible en ciertos trenes con coches remolcados por locomotoras.
- Journey Beyond (Nueva Gales del Sur, Victoria, Australia Meridional, Territorio del Norte y Australia Occidental)

Este ferrocarril opera de forma privada los servicios The Overland, Indian Pacific y The Ghan, todos ellos orientados al turismo. Los viajes de primera clase en estos trenes tienen la marca Platinum Service (en el Indian Pacific y The Ghan) con cabinas sencillas, dobles y de lujo; o Red Premium Service (en The Overland) con asientos 2x1, espacio adicional para las piernas y más reclinables que los asientos del Red Service.

### Canadá
El tren Canadian (en francés: Le Canadien), operado por VIA Rail, ofrece una clase Prestige, comparable a la primera clase. Incluye servicio de habitaciones, sistema audiovisual de entretenimiento en la habitación y un baño privado con ducha. El Québec City–Windsor Corridor, también operado por Via Rail, ofrece asientos de clase ejecutiva.

### China

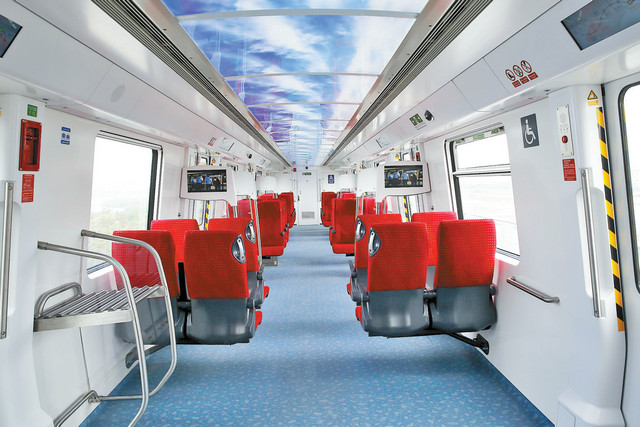
Coche de Clase Business en la Línea 11 del Metro de Shenzhen

China Railway y su subsidiaria de alta velocidad ofrecen asientos de primera clase en sus trenes, ubicándose entre la "Segunda clase" estándar y el nivel prémium de la "Clase ejecutiva". Consta de 2 asientos a cada lado del pasillo, ajustables y con un tamaño más grande de lo normal, reposapiés y acceso a enchufes, inodoros y dispensadores de agua.
Aparte de los servicios de trenes interurbanos, la Línea 11 del Metro de Shenzhen, que da servicio al aeropuerto regional, se ha convertido en la primera línea de metro de China en ofrecer coches de clase ejecutiva (dos de los ocho coches de cada tren). Este servicio, que cuesta el triple que un pasaje de clase estándar, se ha venido utilizando escasamente a pesar del hacinamiento en el resto del tren.

### Alemania

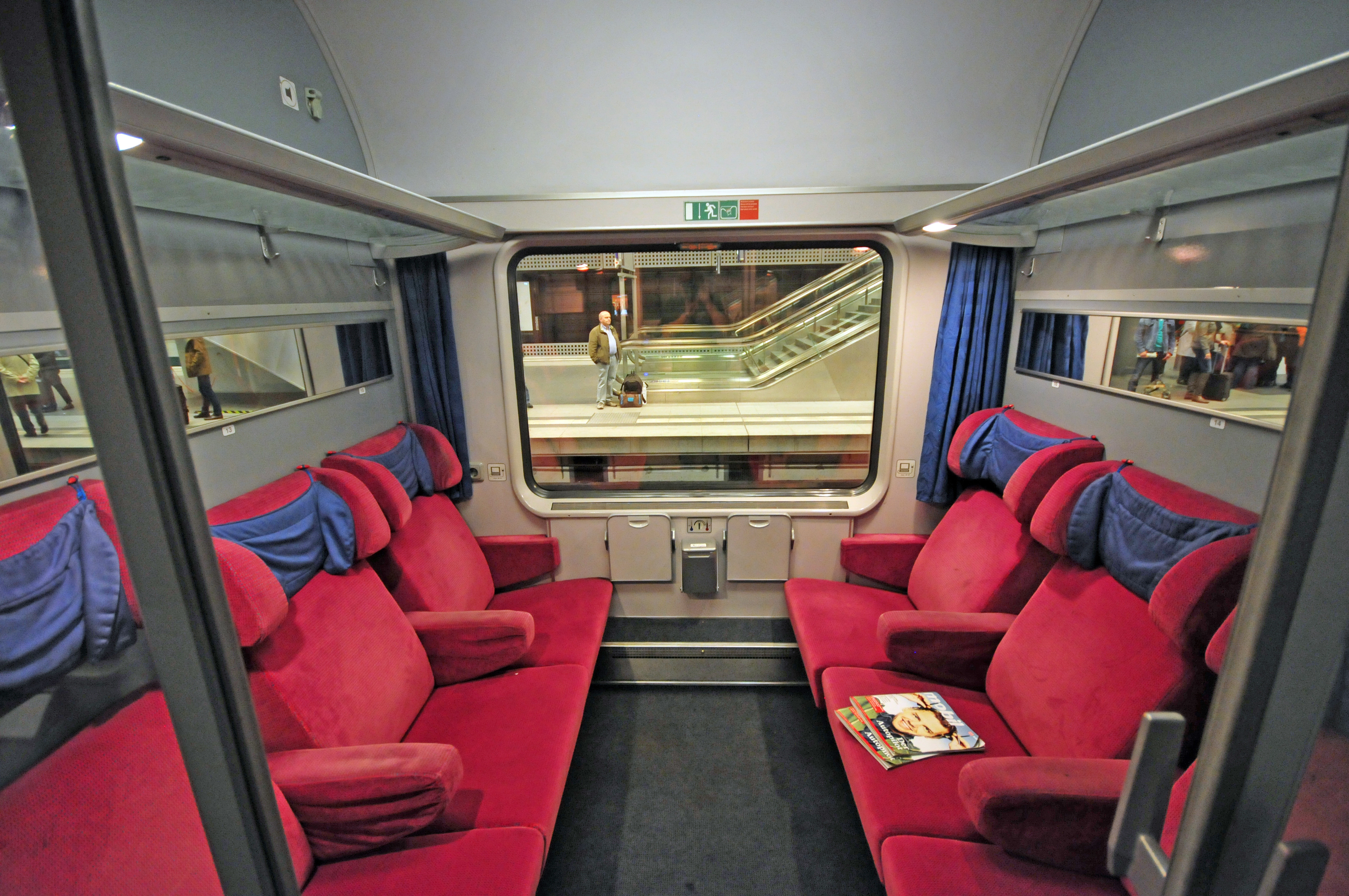
Coche de primera clase en el Exprés Berlín-Varsovia

Los diversos ferrocarriles privados y estatales en Alemania contaron con servicios de primera, segunda y tercera clase desde el principio. A partir de la incorporación de la red ferroviaria de Prusia en 1852, se introdujeron coches de cuarta clase extremadamente austeros. Después de la nacionalización (en 1920) y la consolidación (que dio lugar al Deutsche Reichsbahn en 1924), la cuarta clase se abandonó en 1928 para generar más ingresos al obligar a los pasajeros a pagar precios más altos por los billetes de tercera clase.
Como los de la mayor parte del resto de Europa, los ferrocarriles de Alemania Oriental y Occidental pasaron a un sistema de dos clases en 1956. Con este fin, se abandonó la "primera" clase y se redesignaron las antiguas segunda y tercera clases como las nuevas clases primera y segunda. A excepción de algunos servicios de trenes regionales y de cercanías (incluidos algunos, pero no todos los sistemas del S-Bahn), que son solo de segunda clase, esta distinción existe hasta el día de hoy.
La diferencia de comodidades entre la primera y la segunda clase varía entre operadores de trenes, servicios y líneas. Por lo general, se traduce en más espacio para las piernas, mesas y/o asientos para tres viajeros en lugar de para cuatro para los pasajeros de primera clase. En los servicios internacionales y Sprinter ICE de Deutsche Bahn, los pasajeros de primera clase, a diferencia de los pasajeros de segunda clase, reciben una comida de cortesía. Así, en todos los servicios ICE e Intercity, a los pasajeros de primera clase se les sirve la selección completa de comidas y refrigerios en sus asientos, mientras que los pasajeros de segunda clase solo pueden obtenerlos en el coche comedor.

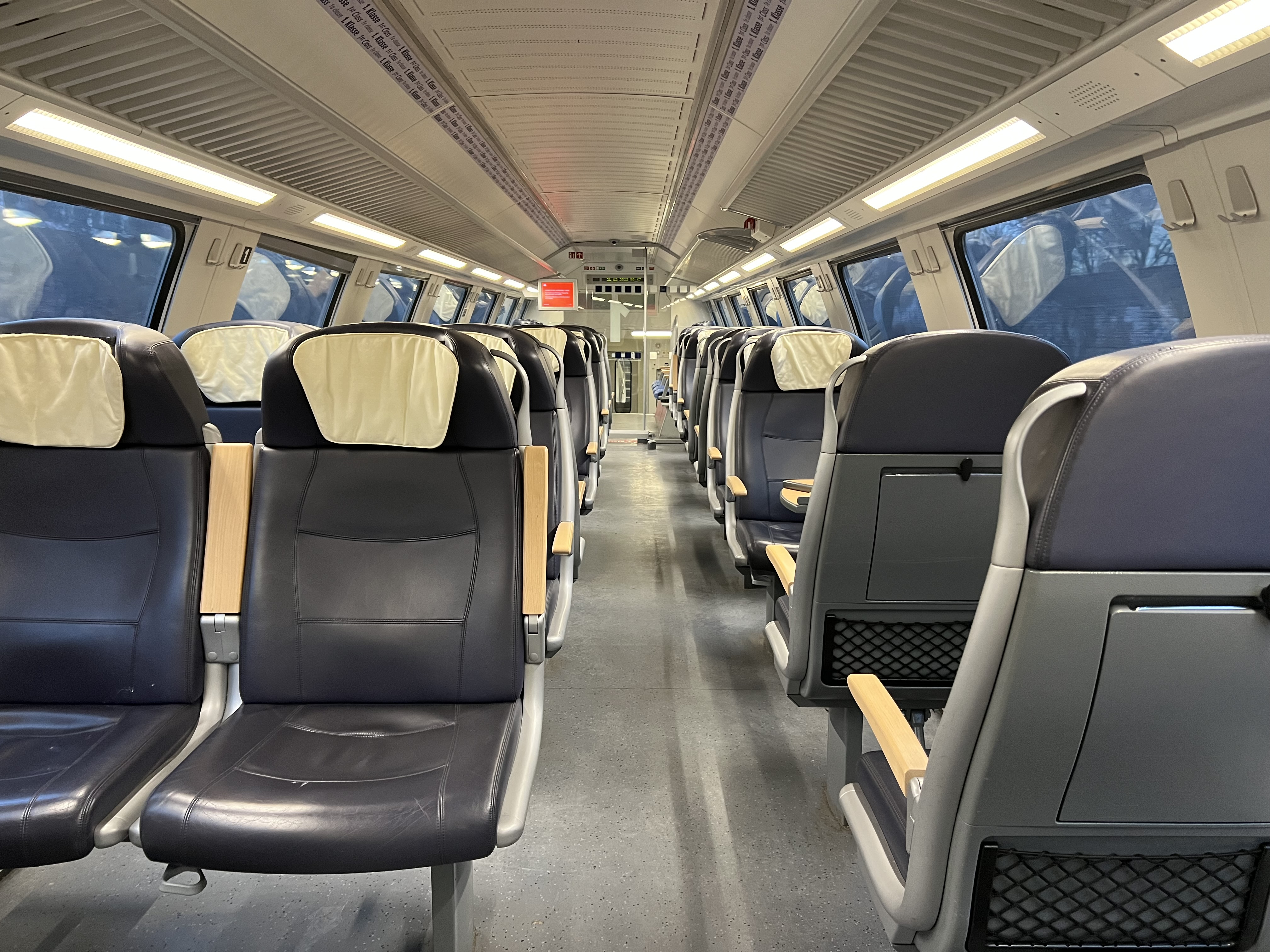
Departamento de primera clase en un Exprés Regional en Berlín

Con algunos servicios locales primarios operados tanto por DB como por otras compañías, no hay diferencia en los asientos entre las clases, con la excepción de la presencia de reposabrazos y mesas (con interiores aparentemente más lujosos en algunos casos) en primera clase. La justificación para proporcionar espacios de primera clase en estos servicios es principalmente que, debido al precio más alto, generalmente quedan asientos en primera clase cuando se ocupan todos los asientos de segunda clase. Como tal, la justificación de comprar billetes de primera clase en servicios regionales, a menudo para el viajero promedio, se basa más en  incrementar las probabilidades de encontrar disponibilidad de asientos vacantes en ciertos trenes (especialmente en las horas pico de los servicios regionales de los S-Bahn), siendo el mayor confort de las plazas de primera clase un factor de elección secundario.

### Hong Kong

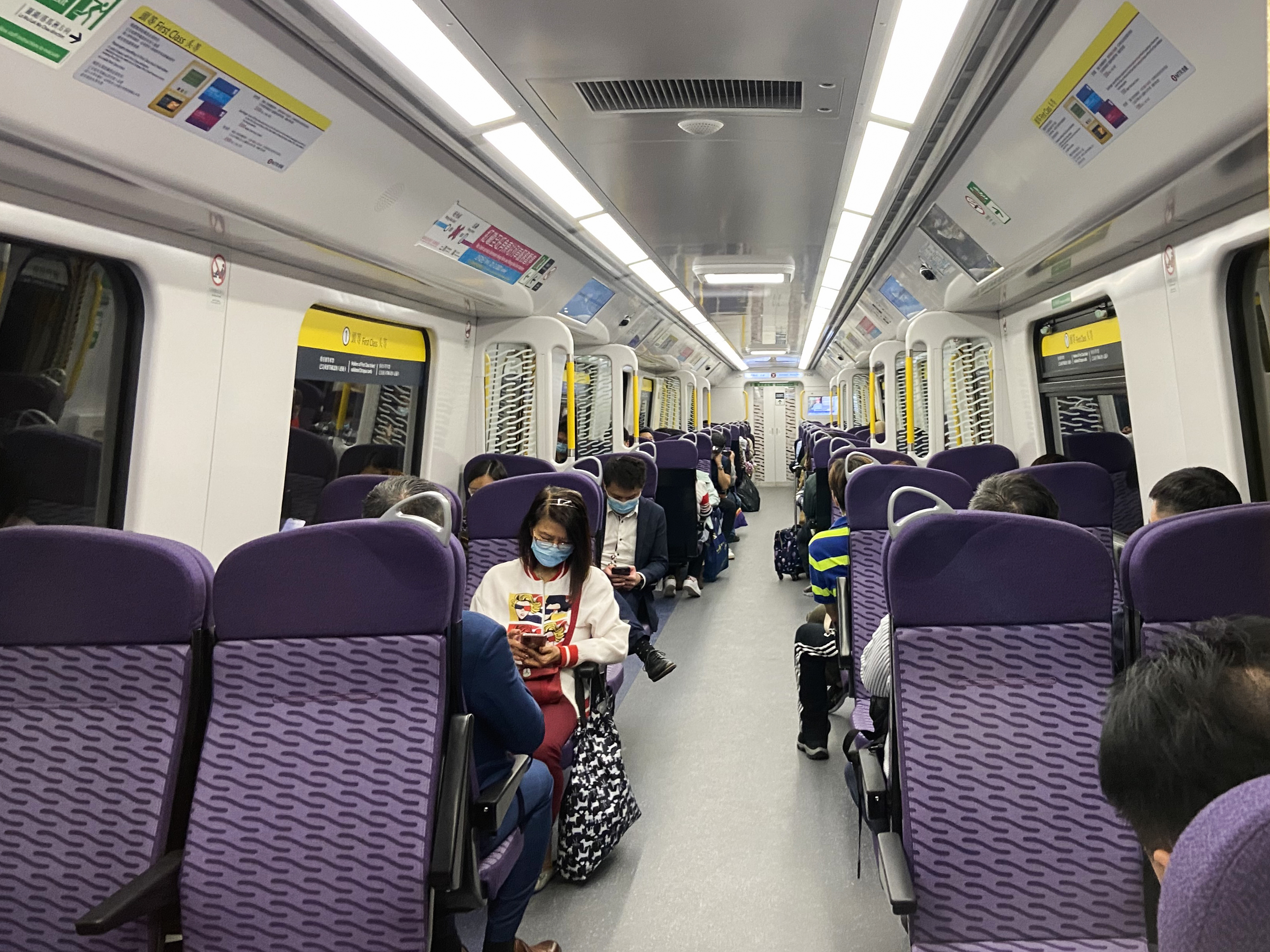
Asientos de primera clase en un coche de la Línea Ferroviaria del Este

Cada tren que presta servicio en la Línea Ferroviaria del Este (anteriormente KCR East Rail) en Hong Kong, dispone de un compartimento de primera clase. En lugar de los bancos de acero inoxidable longitudinales que se ofrecen a los pasajeros de la clase estándar, los compartimentos de primera clase tienen asientos acolchados individuales más cómodos, equipados con reposabrazos. Están dispuestos en pares y orientados transversalmente a los compartimentos. Los pasajeros deben pagar una "prima de primera clase" adicional (que equivale a la tarifa estándar para adultos del mismo viaje en la línea del Ferrocarril del Este) además de la tarifa estándar, y los revisores controlan regularmente los compartimentos de primera clase.
La línea se originó como un servicio ferroviario interurbano, entonces conocido como la Sección Británica del Ferrocarril Kowloon-Cantón, que anteriormente se extendía a la provincia de Cantón en la China continental. Incluso después de que la línea se electrificara y modernizara a principios de la década de 1980 y sus trenes se adaptaran para brindar un servicio de estilo metro de alta capacidad en la década siguiente, el cuarto compartimento de cada tren conservó su distribución de asientos original como un compartimento de primera clase. En 2007, la línea pasó a formar parte de la red del Metro de Hong Kong y sigue siendo la única línea ferroviaria de la región que ofrece un servicio independiente de primera clase (aunque la línea Airport Express ofrece una experiencia de viaje similar en todos sus coches).

### India
Varios ferrocarriles suburbanos de la India ofrecen viajes de primera clase, entre los que se incluyen:
- Sistema de Transporte Multi Modal de Hyderabad
- Ferrocarril suburbano de Mumbai
- Ferrocarril suburbano de Chennai

Para viajes interurbanos, los Ferrocarriles de la India tienen 4 tipos de coches de primera clase:
- Clase Anubhuti, que es un coche sentado de primera clase prémium.
- Clase AC First, que es un coche cama prémium de primera clase.
- Vistadome AC, que es un coche sentado básico de primera clase.
- Coche Executive Chair, que es un coche sentado básico de primera clase.
- AC Second Tier, que es un coche cama básico de primera clase.

### Indonesia

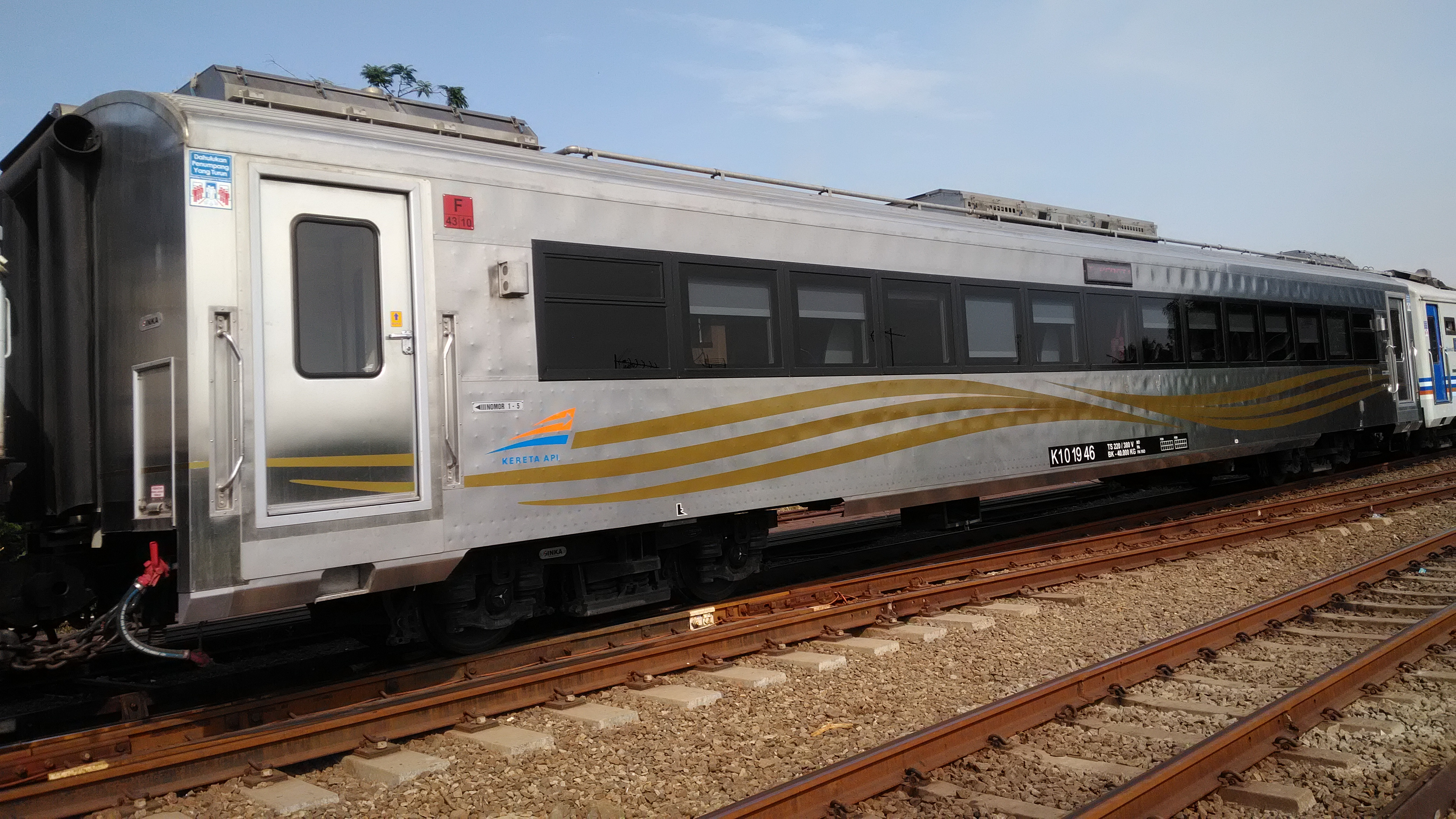
Exterior de un coche de lujo de segunda generación (K1 0 19 46)

La Compañía de Ferrocarril Indonesia opera servicios de primera clase que se denominan oficialmente servicios de clase de lujo. Los coches de esta clase actualmente en operación tienen dos diseños diferentes: los coches de lujo de primera generación tienen una formación de asientos 1-1, con un ambiente predominantemente de madera; y los coches de lujo de segunda generación tienen una formación de asientos 2-1 con un ambiente más moderno y un mini bar de cortesía. Ambas generaciones tienen pantallas de audio-video a demanda (AVOD) y una comodidad relativamente mejor que los trenes de la clase Executive.

### Japón

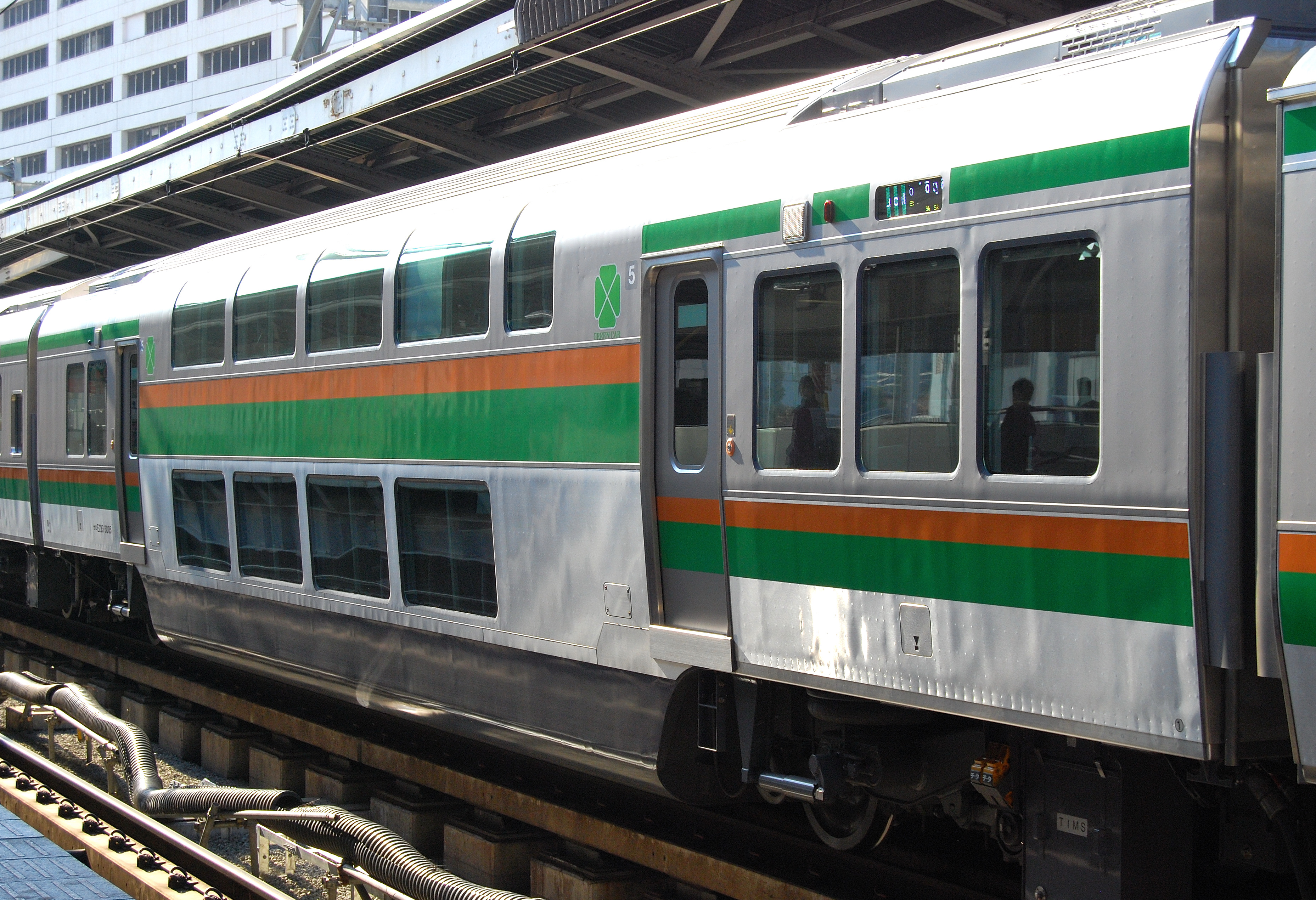
El tren suburbano exterior E233-3000 series tiene dos coches de dos pisos "Green Cars" por tren

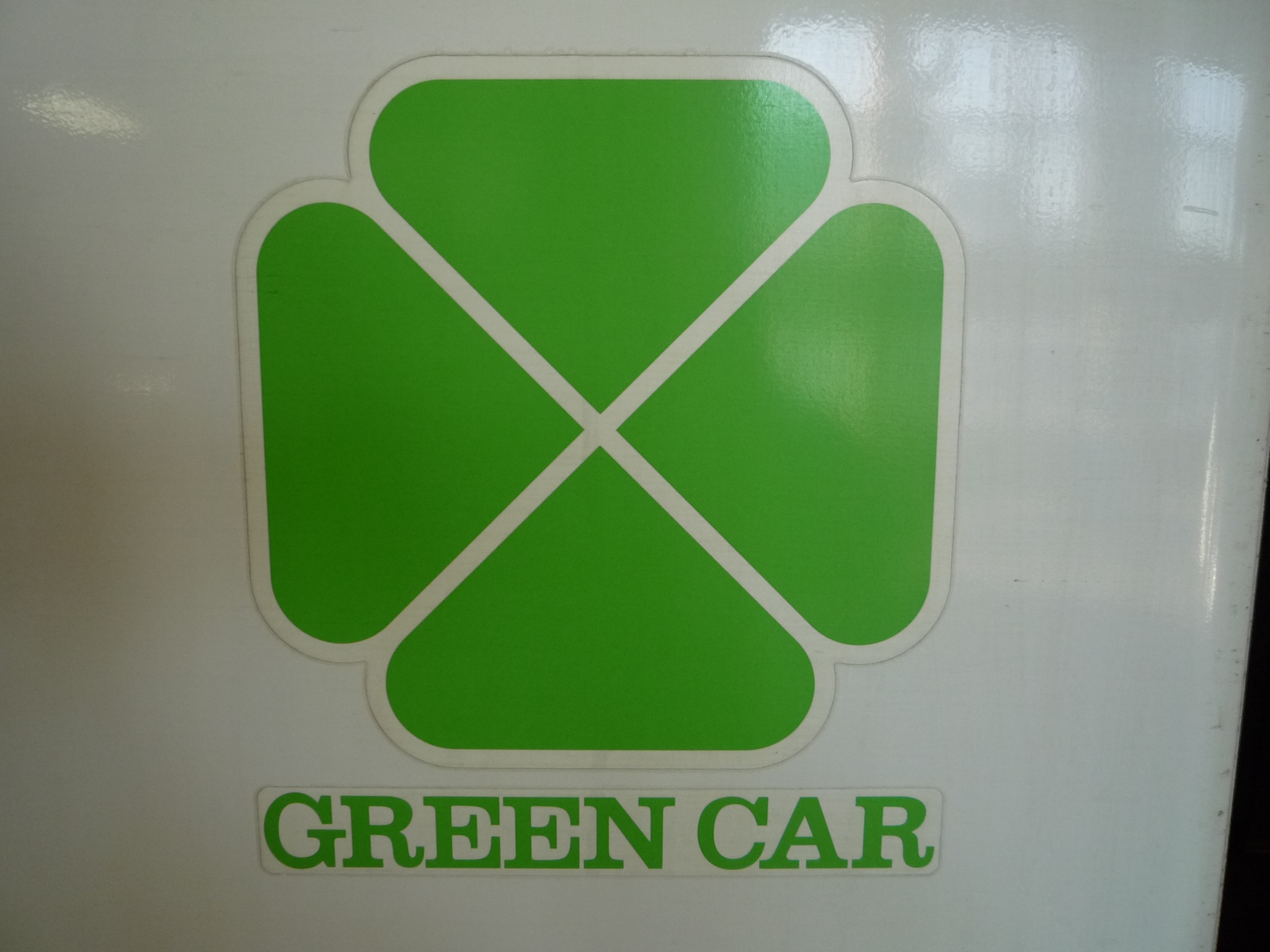
El logo del "Green Car"

El término "Primera clase" se abolió en los Ferrocarriles Nacionales Japoneses en mayo de 1969 y se reemplazó por "coches ecológicos". Los coches verdes se identifican por el logotipo del trébol verde de cuatro hojas, acompañado de las palabras "GREEN CAR" (COCHE VERDE) escritas en las puertas con la fuente Clarendon. Todos los asientos de estos coches están sujetos a reserva. Suelen ser de configuración 1-2, aunque los trenes Shinkansen adoptan la disposición 2-2, aunque también se han introducido compartimentos más exclusivos. Si bien los "coches ecológicos" se han empleado tradicionalmente en los servicios de los expresos limitados, en los últimos años ha habido una tendencia gradual a disponer coches ecológicos en las líneas de pasajeros de mayor distancia en el área de Tokio, con "Asistentes ecológicos" que brindan distintas atenciones a los viajeros, con un servicio de avituallamiento en los asientos así como la revisión de los billetes.
En 2011, la Compañía del Ferrocarril del Este de Japón comenzó a ofrecer un nivel de servicio prémium de "Gran Clase" en la línea Tohoku del Shinkansen, pero desde entonces ha ampliado este servicio a otras líneas adicionales, con planes para continuar agregándolo a los Shinkansen nuevos y existentes. La cabina Gran Class tiene similitud con la apariencia de los alojamientos de primera categoría que se encuentran en  los viajes aéreos. Con mayor espacio para las piernas, menor densidad de asientos para pasajeros, comidas en el asiento elegidas de un menú, servicio de bebidas ilimitado, así como ofertas prémium adicionales como toallas calientes, periódicos de cortesía y asistentes que se pueden llamar presionando un botón, el nivel del servicio ofrecido se corresponde con lo que se ofrece en los Green Cars.
En los trenes nocturnos, los alojamientos prémium se conocen como cabinas, que pueden ser literas, habitaciones privadas o suites. Sin embargo, la oferta de alojamiento de primera clase durante la noche en el servicio interurbano se ha eliminado en gran medida, enfrentándose a la competencia de la velocidad y la comodidad que ofrece la continua expansión de la red Shinkansen. A partir de 2023, solo dos trenes nocturnos ofrecen alojamiento para dormir de primera clase, el Sunrise Seto y el Sunrise Izumo.
El Ferrocarril de Nagoya (Meitetsu) denomina a su servicio de coches de primera clase como "myu-ticket" (ミューチケット). Estos coches son algo más cómodos que los de la clase económica, e incluyen la asignación de asientos.

### Países Bajos
Al igual que en Alemania, los trenes neerlandeses han tenido dos clases desde 1956. En los trenes interurbanos, la primera clase tiene asientos 2+1 (a diferencia de los 2+2 de la segunda clase), que se pueden reclinar y cuentan con un reposapiés y tomas de corriente. Para los trenes de cercanías tanto la primera como la segunda clase tienen disposición 2+2, la diferencia entre la segunda y la primera clase está en el acolchado de los asientos, un reposabrazos adicional, el sistema de iluminación y ser más silenciosos por estar ubicados en los extremos del tren. La mayoría de los trenes regionales en las áreas rurales solo disponen de segunda clase. Desde 2015, todos los trenes nuevos comprados disponen tomas de corriente tanto en primera como en segunda clase.

### Filipinas
El PNR Larga Distancia Sur, un tren expreso en proyecto, estaba previsto que operase una configuración de tres clases a partir de 2022. Los Ferrocarriles Nacionales de Filipinas definieron la "primera clase" como inferior a la clase ejecutiva pero superior a la segunda clase. Esto se basa en el diseño de los Ferrocarriles de China, y es similar al modelo austriaco Railjet, siendo la primera clase más un equivalente ferroviario de la clase económica prémium empleada en algunas líneas aéreas.
Los trenes expresos se encargaron a finales de 2019, aunque el pedido se canceló en febrero de 2021. Sin embargo, se el contrato se licitó de nuevo cinco meses después de la cancelación, pero con el pedido de 21 trenes o 63 coches reducido a 3 trenes o 9 coches.
También se espera que se utilice una oferta de primera clase o similar en el Ferrocarril Conmutador Norte-Sur con la introducción del servicio del Tren Exprés del Aeropuerto entre el Aeropuerto Internacional de Clark y Alabang, gestionado como un servicio con un número reducido de paradas.

### Catar
El Metro de Doha, que comenzó el servicio de prueba en 2019, tiene una sección de "Clase Dorada" en un coche de uno de los extremos de cada tren, similar al de Dubái (abajo).

### Rusia
El término "primera clase" no se usa como tal en los ferrocarriles rusos (RZhD), que tienen su propio sistema de clases, aunque la denominación se emplea comúnmente para traducir el término ruso correspondiente "SV" ("СВ" o "Спальный вагон", literalmente "coche cama"). Debe tenerse en cuenta que, aunque técnicamente la mayoría de los coches de los trenes rusos de larga distancia están acondicionados para dormir en ellos (es decir, disponen de literas en lugar de asientos), el término se usa solo para los coches de primera clase, que suelen tener 8 o 9 compartimentos de dos literas con sofás  montados transversalmente y un televisor, dos baños en los extremos del coche y un baño de ducha común (en los coches de 8 compartimentos). También hay una versión de lujo del coche SV, generalmente denominado "Prémium", que cuenta con compartimentos de una litera (o dos literas con una superior plegable) con inodoro/ducha incorporados y mejor mobiliario. Esta variante de lujo a veces se denomina informalmente "Myagky Vagon" (literalmente "coche suave"), aunque este es un nombre inapropiado, ya que históricamente tal designación indicaba un nivel intermedio entre las clases SV y Coupe, eliminada hace mucho tiempo, y hacía referencia al mejor mobiliario y a un acolchado más suave de las literas en comparación con la clase Coupe tradicional.
El servicio suele ser el mismo en todas las clases, siendo la principal diferencia el mayor espacio personal, la reducción del ruido y un mejor aislamiento del contacto no deseado con extraños, así como un mayor confort. Los coches de clases inferiores pueden tener una sola ducha por cada dos unidades (54 pasajeros), mientras que los SV tienen una por cada 16 pasajeros, y en un coche Prémium cada pasajero tiene su propia ducha, una característica importante en líneas como el Transiberiano, en el que el viaje puede durar hasta una semana completa.

### España

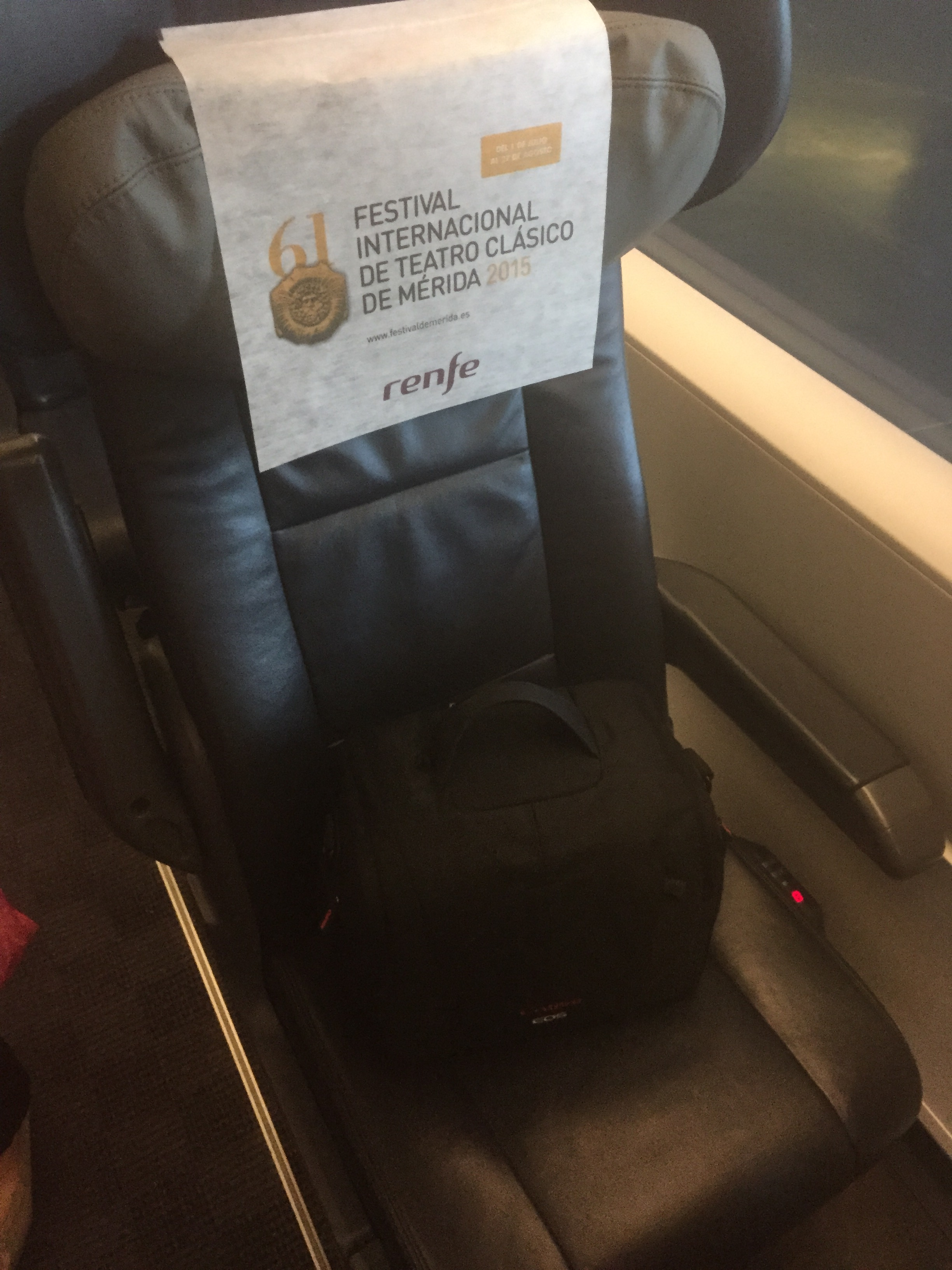
Asiento de primera clase de un AVE de Renfe

Viajar en Primera Clase no está disponible en los trenes de corta distancia en España, como los servicios Regionales o de Cercanías, pero sí en los trenes de larga y media distancia, como los servicios Altaria o Euromed, en los que está disponible la Clase "Preferente", comparable a la primera clase británica. Incluye alimentos y bebidas de cortesía (por lo general, una bebida de bienvenida a bordo que suele ser un cava, y bebidas con la comida), así como asientos más grandes.
Hay otro servicio disponible en la red de alta velocidad explotada por los trenes AVE de la compañía Renfe. Un billete de la Clase Club o Preferente permite el acceso a salas VIP en determinadas estaciones, y a bordo incluye un gran asiento de cuero, posibilidad de enchufar dispositivos eléctricos, comida a la carta y servicio de bar de cortesía ilimitado en el asiento.
En todos los trenes españoles de "Grandes Líneas" (largo recorrido) y Media Distancia (medio recorrido), el video y la música están disponibles y se accede a ellos a través de auriculares de cortesía. Los precios de los viajes en primera clase no cuentan con descuentos excepto en las horas de menor actividad del día, y el precio de un billete en "Clase Preferente" normalmente solo cuesta entre 30 y 40 € más que el de "Clase Económica", y la "Clase Club" en el AVE normalmente cuesta solo 40 € más que el de  "Clase Preferente", un precio significativamente más barato que la mayoría de las tarifas de primera clase en Gran Bretaña.

### Reino Unido

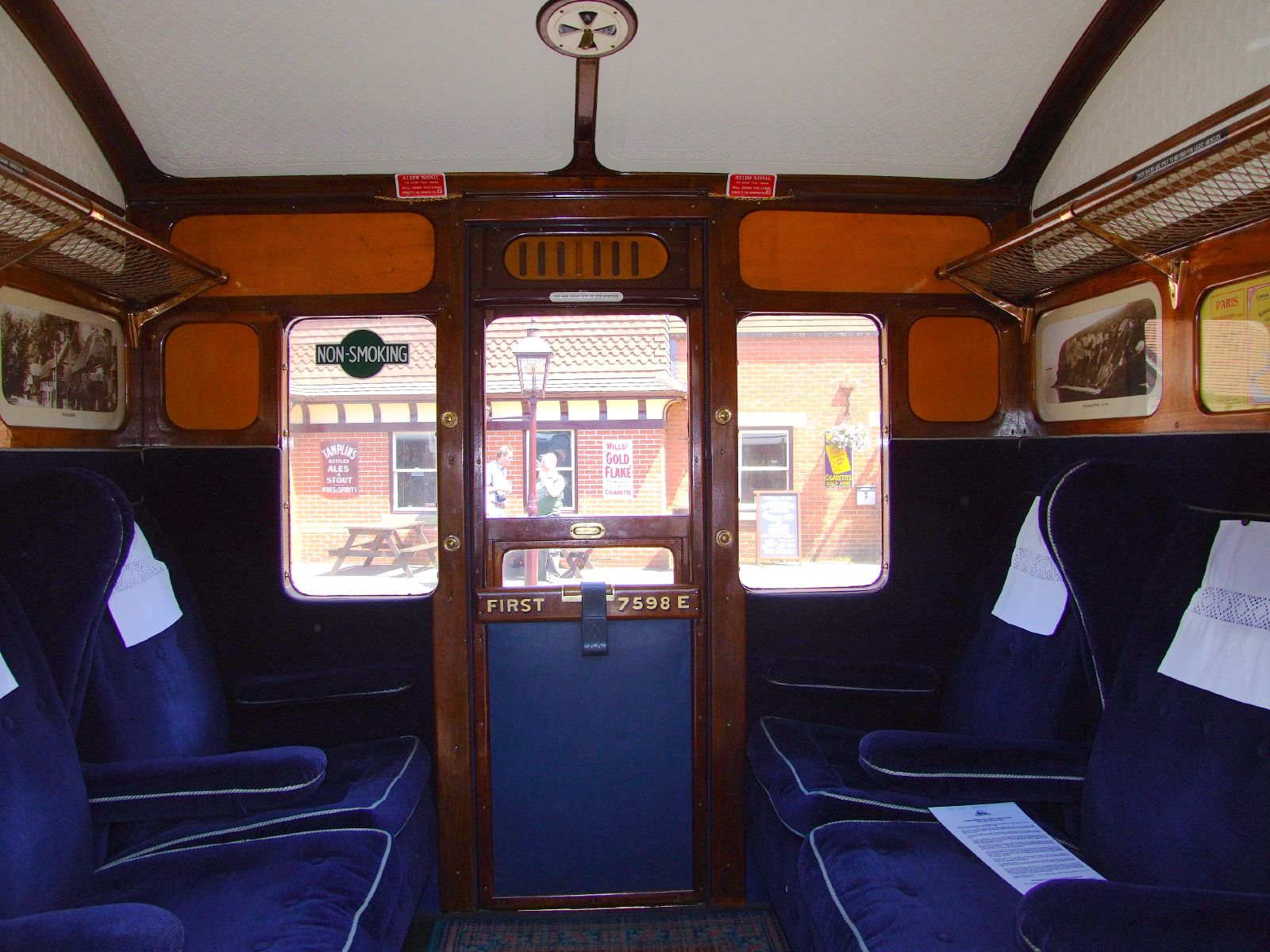
Compartimento de primera clase en el Ferrocarril Bluebell

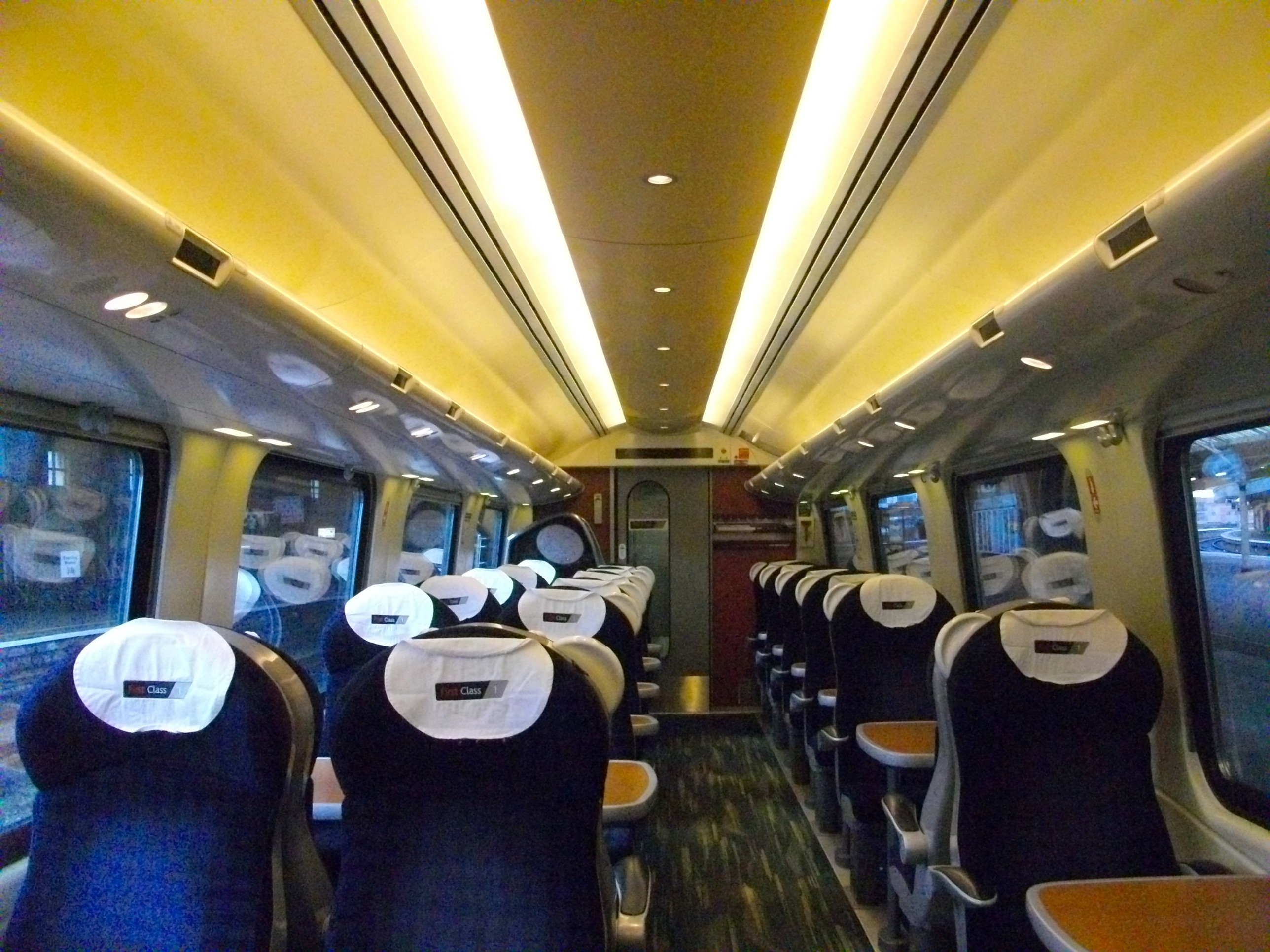
Interior de primera clase de un coche Clase 221 Super Voyager

La existencia y naturaleza de las diferentes clases de servicio de pasajeros en los trenes británicos ha variado con el tiempo. Desde sus inicios, se habilitaron coches de primera, segunda y tercera clase, junto con otros coches de lujo tipo Pullman. Actualmente, la mayoría de los servicios de larga distancia ofrecen Primera Clase y Clase Estandar, mientras que la mayoría de los servicios locales y suburbanos son de clase única, al igual que los servicios suburbanos como el Metro de Londres. El billete de primera clase ofrece acceso a secciones especiales del tren, casi siempre con menos asientos pero más grandes y más cómodos, en una disposición generalmente más amplia que brinda más espacio personal, a menudo una mesa y decoración/alfombrado mejorados, y en algunos casos comodidades adicionales (como tomas de corriente para teléfonos móviles o computadoras portátiles, así como iluminación mejorada para cada fila de asientos).
Además de los asientos exclusivos, la experiencia ferroviaria actual de Primera Clase puede incluir acceso a un salón de pasajeros (en las principales estaciones de salida y/o llegada) y atenciones adicionales a bordo, como servicio de comidas y/o bebidas, periódicos de cortesía, Wi-Fi a bordo, etc. Dichos servicios a bordo varían ampliamente, y se pueden distribuir por compañía operadora de trenes, por ruta, por día de la semana (entre semana o fin de semana) y por hora del día. Los operadores de trenes de larga distancia, como Great Western Railway, Avanti West Coast, London North Eastern Railway y Transport for Wales Rail Premier Service, ofrecen la experiencia de primera clase más completa, especialmente en los trenes matutinos y vespertinos de lunes a viernes en rutas de alta ocupación, donde está dirigido a viajeros de empresa.
En los servicios de pasajeros de alta ocupación, los asientos de primera clase son similares o idénticos a los de la clase estándar, pero su costo mucho más alto asegura al potencial comprador de un billete de Primera Clase más posibilidades de encontrar un asiento. Algunas compañías ofrecen tarifas de primera clase que a menudo son casi el doble de la tarifa de la clase estándar. En algunos servicios, a pesar de la existencia de una cabina de Primera Clase, se "desclasifica", lo que indica que cualquier titular de un billete puede sentarse allí, y generalmente no se venden plazas de Primera Clase.
El servicio de primera clase también se ofrece en el servicio nocturno Caledonian Sleeper de Londres a Escocia.
Los trenes internacionales Eurostar entre Gran Bretaña y Europa continental ofrecen dos servicios distintos de primera clase, a los que llaman "Business Premier" y "Standard Premier" respectivamente, además de la clase estándar. El alojamiento a bordo es el mismo; la diferencia es una mayor flexibilidad, un tiempo de embarque más corto y un servicio de comidas más amplio (una comida completa en lugar de un refrigerio más ligero) para el servicio Business Premier. La categoría Standard Premier se introdujo el 1 de septiembre de 2010. Anteriormente, este servicio se llamaba Leisure Select y también incluía un servicio con comidas completas.

### Estados Unidos
A partir de 1863, George Pullman introdujo cómodos coches de larga distancia, dando origen a lo que se convertiría en la Pullman Company, fundada en 1867.
Hoy, en los servicios Amtrak, los viajes en primera clase están disponibles en el servicio Acela, así como los servicios de larga distancia operados con coches Superliner o Viewliner. Los pasajeros también tienen acceso a salas de espera especiales en muchas ciudades y estaciones principales. La primera clase del servicio Acela Express tiene asientos más anchos que la clase ejecutiva estándar (44 frente a 65 asientos por coche), tomas de corriente junto a cada asiento, un asistente en el coche y comidas y bebidas de cortesía. En los servicios de larga distancia se dispone de coches cama, incluyendo compartimentos individuales y dobles, suites y dormitorios. Muchas habitaciones incluyen ducha y WC, mientras que otras cuentan con un aseo y/o ducha cercanos. Las comidas y otros servicios tipo hotel también están incluidos en el precio.

### Corea del Sur
Los trenes de la Clase KTX (Korea Train eXpress), KTX-Sancheon (Tipos A, B), Saemaeul, y Mugunghwa (disponible solo en algunas rutas) operan el servicio de primera clase. Llamada Teukshil (특실), ofrece asientos más grandes y cómodos. El servicio de primera clase del KTX y del KTX-Sancheon incluye agua mineral de cortesía, auriculares, pañuelos de papel y parasoles para dormir. Por lo general, los bolletes de primera clase son aproximadamente un 50 % más caros que los de clase económica. La primera clase se encuentra en los coches 2, 3 y 4 de los trenes KTX, en el coche 3 de los trenes KTX-Sancheon y en el coche 1 de los trenes Mugunghwa y Saemaeul. ITX (Intercity Train eXpress), los trenes de Saemaeul, no tienen coche de primera clase.

### Suiza
Los Ferrocarriles Federales Suizos ofrece viajes en primera y segunda clase en todos los servicios. La única excepción es el RegioExpress entre Neuchâtel y Frasne. La mayoría de los operadores ferroviarios privados también ofrecen viajes en primera clase.

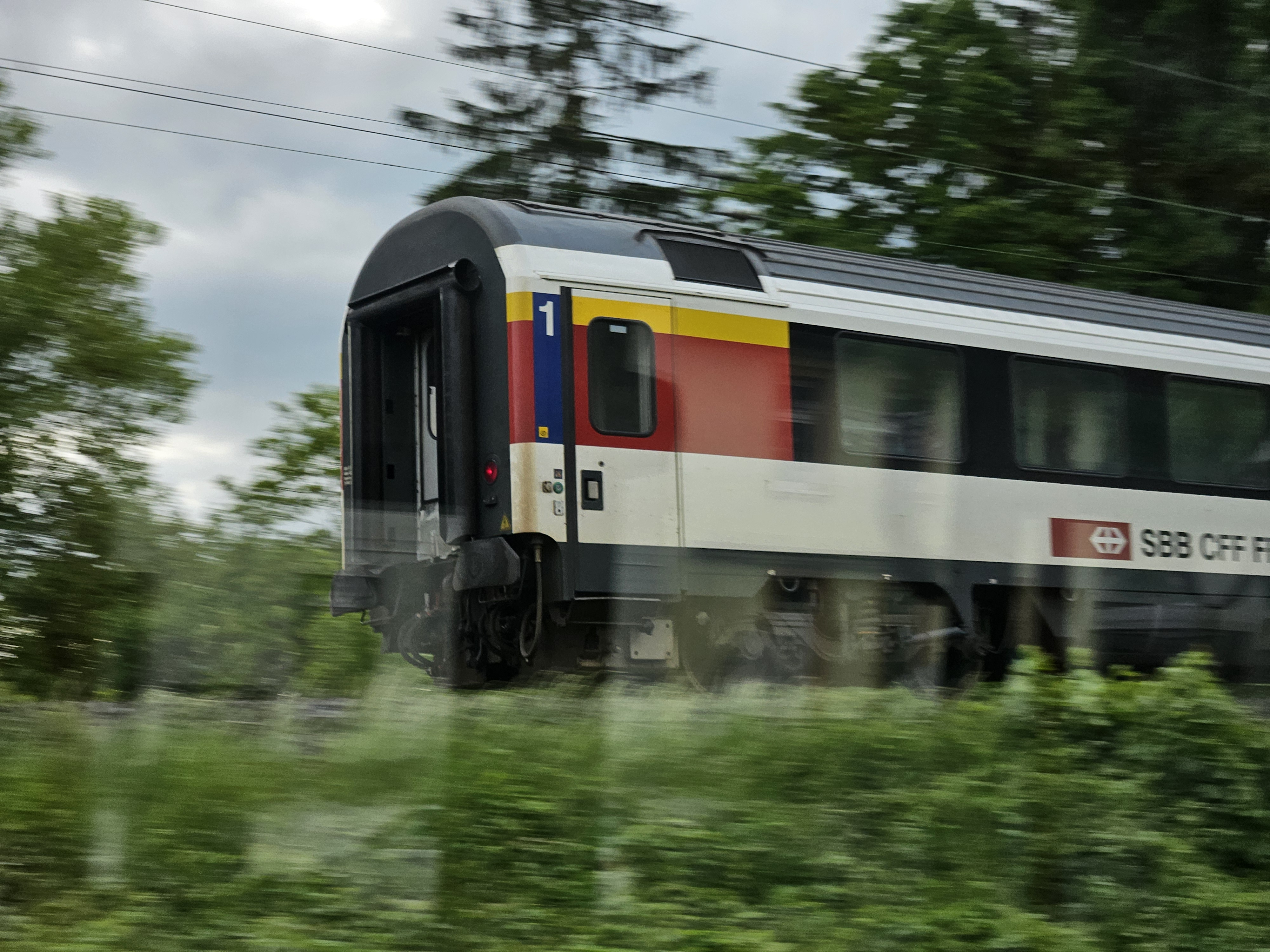
Vagón de primera clase en un Euro city suizo

### Taiwán
La Administración de Ferrocarriles de Taiwán dispuso de un coche de primera clase en su tren expreso limitado desde 1949 hasta 1953, cuando se abolieron oficialmente las clases de viaje.

### Emiratos Árabes Unidos

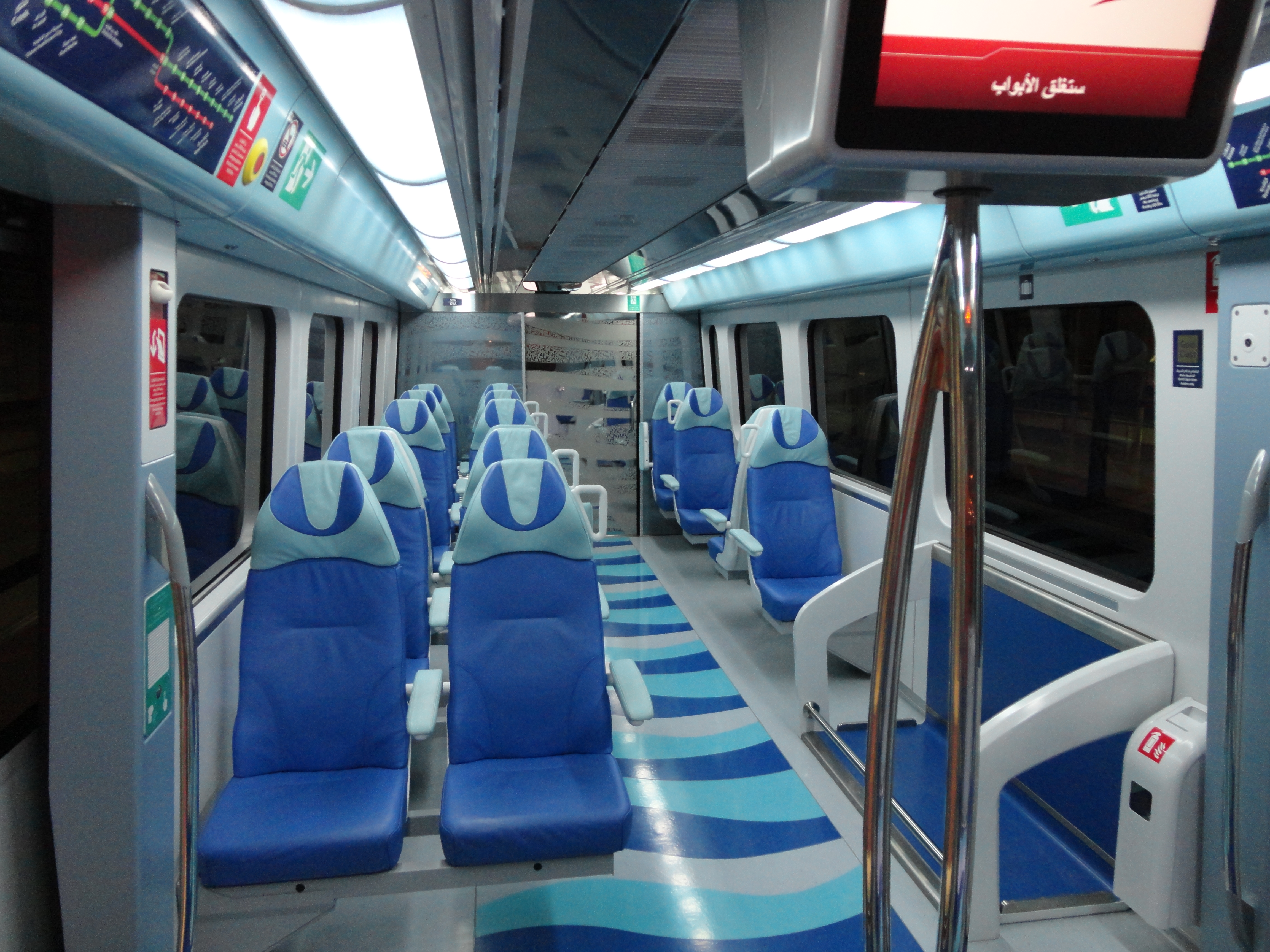
La sección "Gold Class" de un tren del metro de Dubái

Parte de uno de los coches de los tranvías y cada tren del Metro de Dubái se designa como "Clase Dorada", con asientos individuales, bandejas y compartimentos para equipaje.

## Cruceros y transatlánticos
Algunos beneficios de la primera clase en los cruceros modernos incluyen cabinas más grandes, embarque y desembarque prioritarios, selección de asiento de comida prioritario y, en líneas prémium, servicio de mayordomo.